# 富山労働局
富山労働局（とやまろうどうきょく）は、富山県富山市にある日本の都道府県労働局で、富山県を管轄している。

## 所在地
- 本局 富山県富山市神通本町一丁目5-5 富山労働総合庁舎北緯36度42分6.7秒 東経137度12分30秒 / 北緯36.701861度 東経137.20833度座標: 北緯36度42分6.7秒 東経137度12分30秒 / 北緯36.701861度 東経137.20833度

## 組織
局長
- 総務部
  - 総務課、企画室、労働保険徴収室
- 労働基準部
  - 監督課、健康安全課、賃金室、労災補償課
- 職業安定部
  - 職業安定課、需給調整事業室、職業対策課、求職者支援室
- 雇用均等室

## 出先機関
- 労働基準監督署（4署）
  - 富山労働基準監督署（富山市）
  - 高岡労働基準監督署（高岡市）
  - 魚津労働基準監督署（魚津市）
  - 砺波労働基準監督署（砺波市）

- 公共職業安定所（ハローワーク、6所1出張所）
  - 富山公共職業安定所（富山市）
  - 高岡公共職業安定所（高岡市）
  - 魚津公共職業安定所（魚津市）
  - 砺波公共職業安定所（砺波市）
    - 小矢部出張所（小矢部市）

  - 滑川公共職業安定所（滑川市）
  - 氷見公共職業安定所（氷見市）

## 管轄
- 富山県全域